# Chez nous c'est trois !
Pour les articles homonymes, voir Chez nous.
Pour plus de détails, voir Fiche technique et Distribution.
Chez nous c'est trois ! est une comédie franco-belge réalisée par Claude Duty et sortie en 2013.

## Synopsis
Jeanne, une réalisatrice dans une mauvaise passe, part à contrecœur en province pour présenter un de ses films lors d'une tournée à travers gîtes ruraux et colonies de vacances. Sur sa route, elle rencontrera des personnalités singulières, mais aussi de vieilles connaissances…

## Fiche technique
- Titre : Chez nous c'est trois !
- Réalisation : Claude Duty
- Scénario : Claude Duty et Christian Clères
- Musique : Valmont alias Rémi Le Pennec[1]
- Photographie : Mathias Raaflaub
- Montage : Agnes Mouchel
- Producteur : Nicolas Brevière et John Engel
- Production : Local Films, Left Field Ventures et Belgacom, en association avec la SOFICA Cofinova 8
- Distribution : Rézo Films et Other Angle Pictures
- Pays :  France et  Belgique
- Durée : 88 minutes
- Genre : comédie
- Dates de sortie : 
  -  France : 17 juillet 2013

## Distribution
- Noémie Lvovsky : Jeanne Millet
- Marie Kremer : Aurélie
- Stéphane De Groodt : Gabriel
- Julien Baumgartner : Guillaume
- Jonathan Manzambi : Souleymane
- Olivier Saladin : Eric Miremont
- Jean-Philippe Barrau : Richard Leret
- Nanou Garcia : Alexandra
- Lise Lamétrie : Hugette
- Judith Godrèche : Alice Guiard
- Frédéric van den Driessche : Jean-Yves de Montéris
- Bruno Wolkowitch : Xavier Lamaison
- Olivia Bonamy : l'héroïne de Baisers Fanés
- Julien Doré : le héros de Baisers Fanés

## Projet et réalisation

### Titre du film
Le titre évoque « le nombre de bises qu'on doit faire pour dire bonjour selon la région. »

### Tournage
Le tournage a lieu dans les Côtes-d'Armor en Bretagne, dans les communes de Léhon (rattachée à Dinan depuis 2018), Moncontour, L'Hermitage-Lorge (rattachée à Plœuc-L'Hermitage depuis 2016) et Saint-Brieuc. Il s'est également déroulé en Seine-Maritime, à Rouen, Val-de-la-Haye, Fontaine-sous-Préaux, Saint-Martin-du-Vivier et Notre-Dame-de-Bondeville.

### Musique[1]
- Musique de Valmont, dont la chanson de générique de fin originale, au même titre que le film : Chez nous c'est trois, qu'il interprète.
- Reprise de la chanson Nuit magique (interprétée et coécrite par Catherine Lara en 1986) par l'actrice Noémie Lvovsky.